# Tafeltennis op de Gemenebestspelen 2010
Tafeltennis is een van de sporten die beoefend werden tijdens de Gemenebestspelen 2010 in Delhi. Het tafeltennistoernooi vond van 4 tot en met 14 oktober plaats in het Yamuna Sports Complex.

## Onderdelen en programma
Er stonden zeven onderdelen voor valide sporters op het programma alsmede het onderdeel rolstoeltafeltennis voor vrouwen. In de onderstaande tabel staan de onderdelen en de speeldata. De finales hebben een gouden achtergrond.
| Onderdeel           | Deelnemers | 4         | 5         | 6          | 7     | 8      | 9      | 10        | 11         | 12           | 13           | 14     |
| ------------------- | ---------- | --------- | --------- | ---------- | ----- | ------ | ------ | --------- | ---------- | ------------ | ------------ | ------ |
| enkelspel, mannen   | 64         |           |           |            |       |        | Q      | Q/1e R    | 2e R/3e R  | 1/4 F        | 1/2 F        | Finale |
| dubbelspel, mannen  | 32         |           |           |            |       |        |        |           | 1e R/2e R  | 1/4 F        | 1/2 F Finale |        |
| team, mannen        |            | 1e R/2e R | 3e R/4e R | 5e R       | 1/4 F | 1/2 F  | Finale |           |            |              |              |        |
|                     |            |           |           |            |       |        |        |           |            |              |              |        |
| enkelspel, vrouwen  | 64         |           |           |            |       | Q      | Q      | 1e R      | 2e R/3e R  | 1/4 F        | 1/2 F Finale |        |
| dubbelspel, vrouwen | 32         |           |           |            |       |        |        | 1e R      | 2e R       | 1/4 F        | 1/2 F        | Finale |
| team, vrouwen       |            | 1e R/2e R | 3e R/4e R | 5e R/1/4 F | 1/2 F | Finale |        |           |            |              |              |        |
|                     |            |           |           |            |       |        |        |           |            |              |              |        |
| dubbelspel, gemengd | 64         |           |           |            |       |        |        | 1e R/2e R | 3e R/1/4 F | 1/2 F Finale |              |        |
|                     |            |           |           |            |       |        |        |           |            |              |              |        |
| rolstoel, vrouwen   |            |           |           |            |       |        |        | Q         | Q          | Q            | 1/2 F        | Finale |

## Medailles

### Medaillewinnaars
| Onderdeel              | Goud | Goud                                                    | Zilver | Zilver                                                                         | Brons | Brons                                                                                              |
| ---------------------- | ---- | ------------------------------------------------------- | ------ | ------------------------------------------------------------------------------ | ----- | -------------------------------------------------------------------------------------------------- |
| enkelspel (m)          | SGP  | Yang Zi                                                 | SGP    | Gao Ning                                                                       | IND   | Sharath Kamal Achanta                                                                              |
| dubbelspel (m)         | IND  | Sharath Kamal Achanta Subhajit Saha                     | SGP    | Gao Ning Yang Zi                                                               | ENG   | Andrew Baggaley Liam Pitchford                                                                     |
| team (m)               | SGP  | Cai Xiaoli Gao Ning Ma Liang Pang Xuejie Yang Zi        | ENG    | Andrew Baggaley Paul Drinkhall Darius Knight Liam Pitchford Daniel Reed        | IND   | Sharath Kamal Achanta Amalraj Anthony Arputhraj Abiishek Ravichandran Soumyadeep Roy Subhajit Saha |
|                        |      |                                                         |        |                                                                                |       | |
| enkelspel (v)          | SGP  | Feng Tianwei                                            | SGP    | Yu Mengyu                                                                      | SGP   | Wang Yuegu                                                                                         |
| dubbelspel (v)         | SGP  | Li Jia Wei Sun Beibei                                   | SGP    | Feng Tianwei Wang Yuegu                                                        | IND   | Mouma Das Poulomi Ghatak                                                                           |
| team (v)               | SGP  | Feng Tianwei Li Jia Wei Sun Beibei Wang Yuegu Yu Mengyu | IND    | Mouma Das Poulomi Ghatak Shamini Kumaresan Prabhu Mamta Madhurika Suhas Patkar | MAS   | Lee Wei Beh Soo Jiin Chiu Xiao Jun Fan Sock Khim Ng                                                |
|                        |      |                                                         |        |                                                                                |       | |
| dubbelspel (g)         | SGP  | Wang Yuegu Yang Zi                                      | SGP    | Feng Tianwei Gao Ning                                                          | ENG   | Joanna Parker Paul Drinkhall                                                                       |
|                        |      |                                                         |        |                                                                                |       | |
| rolstoel enkelspel (v) | NGR  | Kate Nwaka Oputa                                        | AUS    | Catherine Morrow                                                               | NGR   | Faith Chinenye Obiora                                                                              |

## Medailleklassement
| Plaats | Land      | Goud | Zilver | Brons | Totaal |
| 1      | Singapore | 6    | 5      | 1     | 12     |
| 2      | India     | 1    | 1      | 3     | 5      |
| 3      | Nigeria   | 1    | 0      | 1     | 2      |
| 4      | Engeland  | 0    | 1      | 2     | 3      |
| 5      | Australië | 0    | 1      | 0     | 1      |
| 5      | Maleisië  | 0    | 1      | 0     | 1      |
| Totaal | Totaal    | 8    | 8      | 8     | 24     |

Atletiek · Badminton · Boksen · Boogschieten · Bowls · Gewichtheffen · Gymnastiek · Hockey · Netball · Rugby sevens · Schietsport · Schoonspringen · Squash · Synchroonzwemmen · Tafeltennis · Tennis · Wielersport · Worstelen · Zwemmen